# Zucchius (cràter)

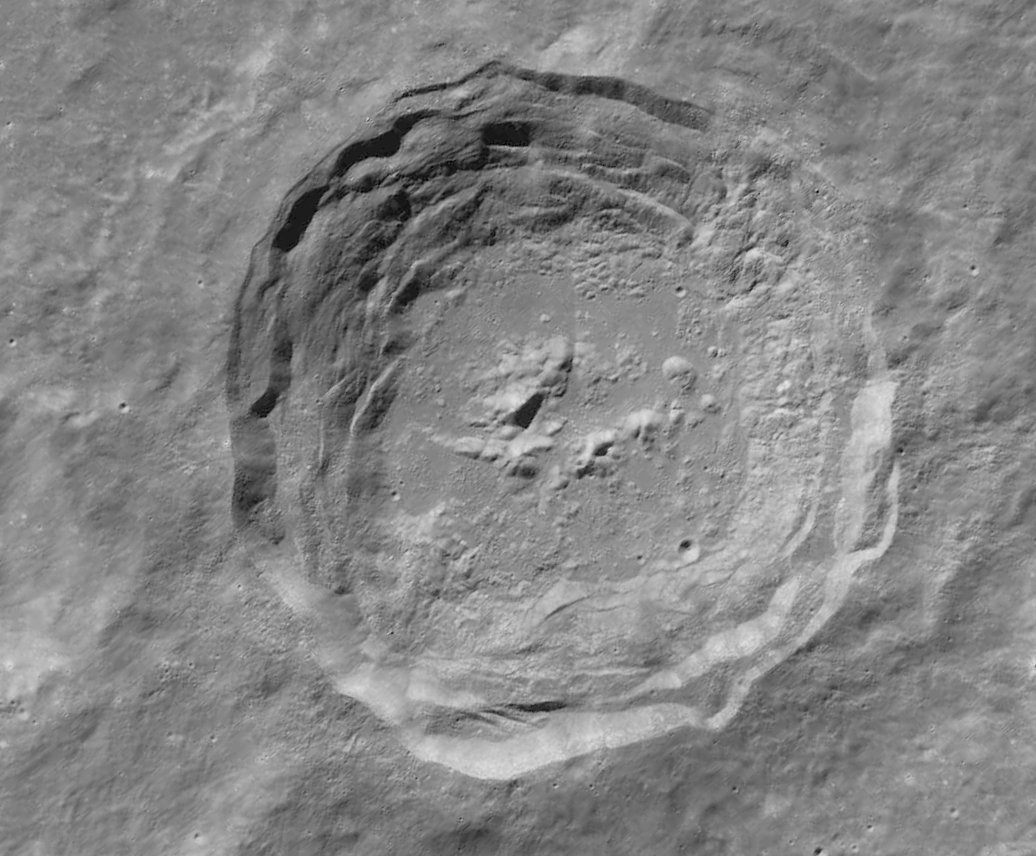
Imatge LRO

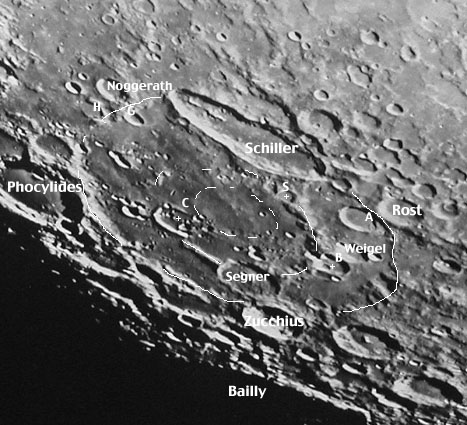
Conca de Schiller-Zucchius

Zucchius és un prominent cràter d'impacte lunar situat prop del terminador sud-oest. A causa de la seva ubicació, el cràter apareix deformat per l'escorç quan s'observa des de la Terra. Es troba just al sud-sud-oest del cràter Segner, i al nord-est de la plana emmurallada molt més gran del cràter Bailly. Al sud-est sw troba Bettinus, una formació sols una mica més gran que Zucchius.

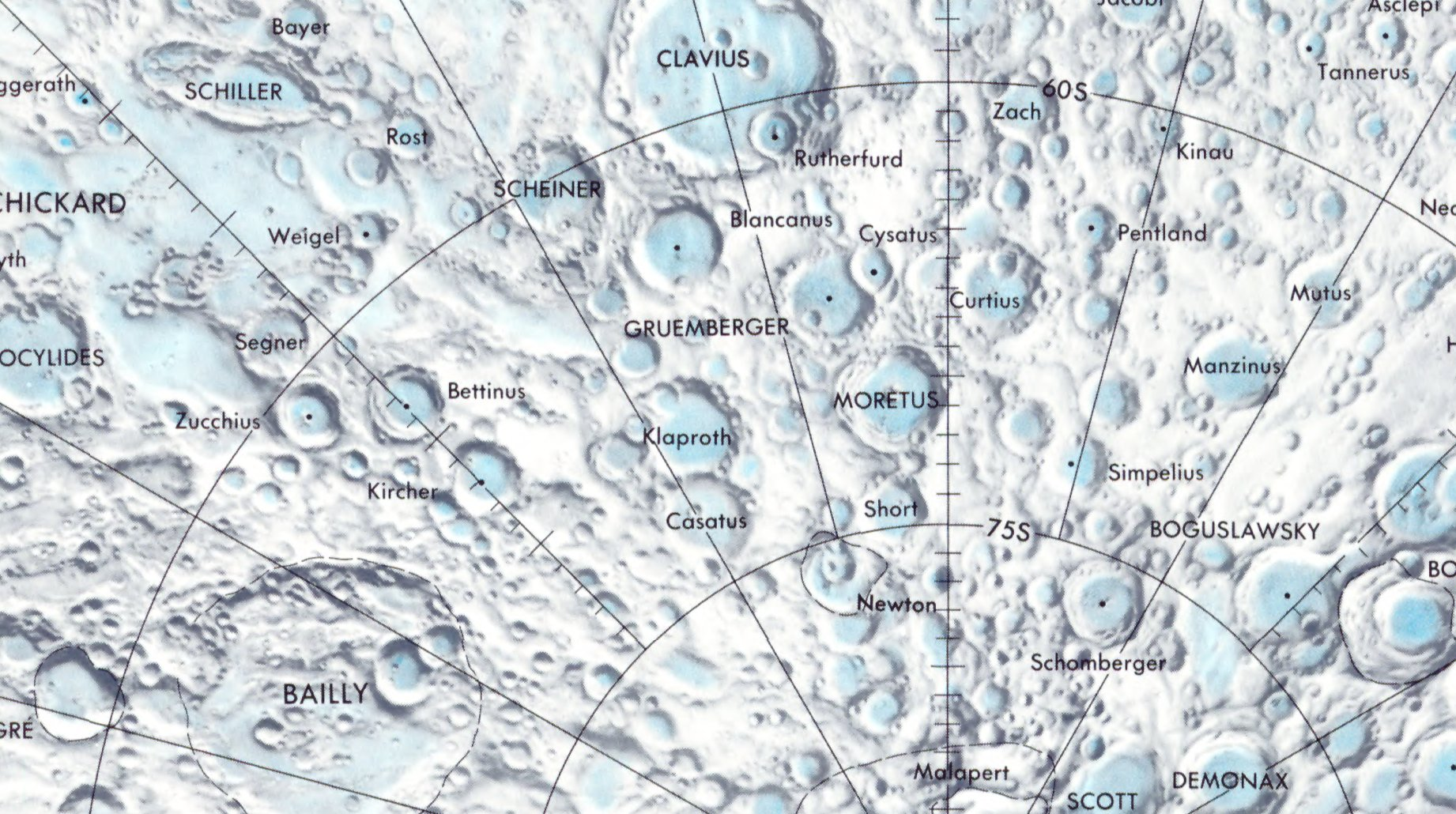
Localització de Zucchius (centre del terç esquerre de la imatge)

La vora del cràter és simètric i mostra poc desgast significatiu per altres impactes. La paret interna presenta un perfil terraplenat, i el cràter presenta un grup de petits pics centrals que formen un arc corbat al voltant del centre de la plataforma. A causa del seu sistema de marques radials, Zucchius es considera com a part del Període Copernicà.
Al nord-est de Zucchius apareix la Conca Schiller-Zucchius, una depressió del Període Prenectarià, amb una estructura d'impacte d'anells múltiples. Aquesta conca ha rebut la designació no oficial de 'Plana Anul·lar d'Schiller' entre els observadors lunars.

## Cràters satèl·lit
Per convenció aquests elements són identificats en els mapes lunars posant la lletra en el costat del punt central del cràter que està més proper a Zucchius.
|          | \| Zucchius \| Coordenades \| Diàmetre \| \| -------- \| ------------------------------------ \| -------- \| \| A \| 61° 48′ S, 56° 00′ O / 61.8°S,56.0°O \| 28 km \| \| B \| 61° 48′ S, 54° 18′ O / 61.8°S,54.3°O \| 25 km \| \| C \| 60° 48′ S, 45° 12′ O / 60.8°S,45.2°O \| 22 km \| \| D \| 61° 24′ S, 58° 42′ O / 61.4°S,58.7°O \| 26 km \| \| E \| 61° 18′ S, 60° 36′ O / 61.3°S,60.6°O \| 21 km \| \| F \| 60° 06′ S, 56° 30′ O / 60.1°S,56.5°O \| 8 km \| \| G \| 60° 30′ S, 57° 12′ O / 60.5°S,57.2°O \| 25 km \| \| H \| 61° 00′ S, 59° 42′ O / 61.0°S,59.7°O \| 14 km \| \| K \| 64° 18′ S, 58° 00′ O / 64.3°S,58.0°O \| 10 km \| |          |
| Zucchius | Coordenades | Diàmetre |
| A        | 61° 48′ S, 56° 00′ O / 61.8°S,56.0°O | 28 km    |
| B        | 61° 48′ S, 54° 18′ O / 61.8°S,54.3°O | 25 km    |
| C        | 60° 48′ S, 45° 12′ O / 60.8°S,45.2°O | 22 km    |
| D        | 61° 24′ S, 58° 42′ O / 61.4°S,58.7°O | 26 km    |
| E        | 61° 18′ S, 60° 36′ O / 61.3°S,60.6°O | 21 km    |
| F        | 60° 06′ S, 56° 30′ O / 60.1°S,56.5°O | 8 km     |
| G        | 60° 30′ S, 57° 12′ O / 60.5°S,57.2°O | 25 km    |
| H        | 61° 00′ S, 59° 42′ O / 61.0°S,59.7°O | 14 km    |
| K        | 64° 18′ S, 58° 00′ O / 64.3°S,58.0°O | 10 km    |

### Altres referències
- (WGPSN), IAU Working Group for Planetary System Nomenclature. «Gazetteer of Planetary Nomenclature. 1:1 Million-Scale Maps of the Moon» (en anglès).  UAI / USGS, 13-02-2013. [Consulta: 6 abril 2016].
- Andersson, L. E.; Whitaker, E. A.,. NASA Catalogue of Lunar Nomenclature (en anglès).  NASA RP-1097, 1982.
- Blue, Jennifer. «Gazetteer of Planetary Nomenclature» (en anglès).  USGS, 25-07-2007. [Consulta: 2 gener 2012].
- Bussey, B.; Spudis, P.. The Clementine Atlas of the Moon (en anglès).  Nueva York: Cambridge University Press, 2004. ISBN 0-521-81528-2.
- Cocks, Elijah E.; Cocks, Josiah C.. Who's Who on the Moon: A Biographical Dictionary of Lunar Nomenclature (en anglès).  Tudor Publishers, 1995. ISBN 0-936389-27-3.
- McDowell, Jonathan. «Lunar Nomenclature» (en anglès).   Jonathan's Space Report, 15-07-2007. [Consulta: 2 gener 2012].
- Menzel, D. H.; Minnaert, M.; Levin, B.; Dollfus, A.; Bell, B. «Report on Lunar Nomenclature by The Working Group of Commission 17 of the IAU» (en anglès). Space Science Reviews, 12, 1971, pàg. 136.
- Moore, Patrick. On the Moon (en anglès).  Sterling Publishing Co, 2001. ISBN 0-304-35469-4.
- Price, Fred W. The Moon Observer's Handbook (en anglès).  Cambridge University Press, 1988. ISBN 0521335000.
- Rükl, Antonín. Atlas of the Moon (en anglès).  Kalmbach Books, 1990. ISBN 0-913135-17-8.
- Webb, Rev. T. W.. Celestial Objects for Common Telescopes, 6ª edición revisada (en anglès).  Dover, 1962. ISBN 0-486-20917-2.
- Whitaker, Ewen A. Mapping and Naming the Moon (en anglès).  Cambridge University Press, 2003. 978-0-521-54414-6.
- Wlasuk, Peter T. Observing the Moon (en anglès).  Springer, 2000. ISBN 1-85233-193-3.